# Neseis haleakalae
Neseis haleakalae är en insektsart som först beskrevs av Perkins 1912.  Neseis haleakalae ingår i släktet Neseis och familjen fröskinnbaggar. Inga underarter finns listade i Catalogue of Life.